# کارخانه شراب‌سازی شامپاین ایروان

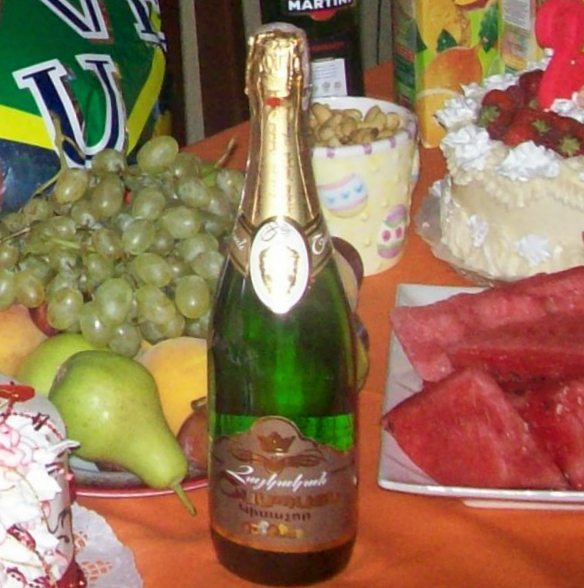
نگاره‌ای از بطری شراب ایروان، ارمنستان، ۲۰۰۸.

کارخانه شراب‌سازی شامپاین ایروان (ارمنی: Երևանի Շամպայն Գինիների Գործարան (Yerevani Shampayn Ginineri Gortsaran انگلیسی: Yerevan Champagne Wines Factory) به صورت اختصاری (انگلیسی: Armchampagne) یک شرکت پیشرو ارمنستان در تولید شامپاین می‌باشد. این کارخانه در سال ۱۹۳۹ در ایروان در دوره اتحاد شوروی افتتاح شده‌است. این کارخانه در بزرگراه ۲۰ تفلیس در ناحیه کاناکر زیتون ایروان واقع شده‌است. در حال حاضر کارخانه ظرفیت تولید ۱۰ میلیون بطری در سال را دارد.